# Carex boelckeiana
Carex boelckeiana är en halvgräsart som beskrevs av Manuel Barros. Carex boelckeiana ingår i släktet starrar, och familjen halvgräs. Inga underarter finns listade i Catalogue of Life.